# NGC 4622
NGC 4622 (również PGC 42701) – galaktyka spiralna (Sa), znajdująca się w gwiazdozbiorze Centaura w odległości 200 milionów lat świetlnych. Została odkryta 5 czerwca 1834 roku przez Johna Herschela.
W galaktyce tej zaobserwowano supernową SN 2001jx.